# 外木場義郎
外木場 義郎（そとこば よしろう、1945年6月1日 - ）は、鹿児島県出水市出身の元プロ野球選手（投手）・コーチ、解説者。
現役時代は、セントラル・リーグ（セ・リーグ）の広島カープ（1968年以降の球団名は「広島東洋カープ」）でエースとして活躍、1975年には球団史上初のリーグ優勝に貢献した。2リーグ制以降のプロ野球で、3回のノーヒットノーラン（うち完全試合1試合）を達成した唯一の投手である。

## 来歴
出水高校では1963年に夏の甲子園県予選で決勝に進出するが、鹿児島高のエース・竹之下五十三（のち西鉄）と投げ合い0-1で惜敗、甲子園出場を逃した。卒業後は電電九州に進み、1964年の都市対抗に出場。1回戦でリリーフとして登板するが、北海道拓殖銀行に敗れた。
村山実に憧れを抱き、阪神タイガースのスカウトが来ていたら必ず入団していたとされるが阪神からの誘いはなかった。そして広島カープ、大洋ホエールズ、近鉄バファローズ、東映フライヤーズの4球団からプロ入りの打診を受ける。結局、セ・リーグ希望であったことと、九州地方出身者が多かった理由で、1964年9月に広島へ入団。
入団当時、外木場は曲がり落ちるカーブに自信を持っていたが、直球もエースの大石清を除けば引けを取るとは思わなかった。一方で、社会人野球時代は制球力に自信を持っていたがプロ入り後は周りに負けたくないとの気負いが力みに繋がり、制球がままならなくなってしまったという。投手コーチの藤村隆男は体力を付けるためにランニングを重視し、投球練習が終わると、野手の打撃・守備練習が終わるまでひたすら走らされた。しかし、この時の走量がのちの自分を作ったと外木場自身が回想している。
1965年10月2日に膝を痛めた大羽進に代わり急遽登板。そのプロ2度目の先発となった阪神戦で、外木場は憧れの村山と投げ合って僅か1四球を与えただけのノーヒットノーランでプロ初勝利を飾った。新人選手のノーヒットノーランは過去3人目であったが、初勝利と同時の記録は史上初めてであった。この年は閉幕までにもう1勝を挙げるが、以後2年間は0勝、2勝と伸び悩んだ。
1967年オフにはトレードの噂も出るようになったため、外木場は新監督の根本陸夫に真意を問うたところ「来季も一軍でやってもらう」との返事があった。
1968年になると、それまでのランニングが実を結んで下半身が安定し、春のキャンプからオープン戦にかけて自分でも驚くほど制球力が向上して直球のスピードが増した。この年、外木場は根本監督から安仁屋宗八とともに先発の柱を任せられる。シーズン2度目の先発となった4月14日の大洋戦で完封勝利を収めるとそのまま波に乗り、21勝、防御率1.94の好成績を挙げて最優秀防御率のタイトルを獲得する。23勝を挙げた安仁屋とともに、広島の史上初のAクラス入りに大きく貢献した。また、同年の9月14日の大洋戦では2回目のノーヒットノーランを完全試合で達成、この試合ではリーグタイ記録となる16奪三振も記録している。
その後も先発投手の軸として活躍し、1976年までの9シーズンで8度の二桁勝利を記録する。
1972年4月29日の巨人戦では史上2人目となる3回目のノーヒットノーランを達成する。プロ野球史上、3度のノーヒットノーランを達成したのは沢村栄治と外木場の二人のみであり、2リーグ制以降の投手としては唯一の達成者である。
1974年は18勝、防御率2.82（リーグ7位）の好成績を挙げた。
1975年の春のキャンプを前に、外木場は新監督のジョー・ルーツに呼ばれ41試合の登板と最低でも20勝を求められる。ルーツからは、オープン戦に入るまで投げ込みは3,4日に一度、オープン戦に入ってからは公式戦と同じ中三日の登板パターンを作る、なるべく無駄な投球はせず肩を大事にする、などアメリカ式合理主義を叩き込まれた。ルーツは4月末に退任するが、外木場は投手陣の柱として20勝を挙げ、チーム初優勝に大きく貢献するとともに最多勝、最多奪三振、沢村賞のタイトルを獲得した。同年の阪急ブレーブスとの日本シリーズでは第1戦に先発。1回に3点を先制されるが、その後は9回途中まで好投し延長13回引き分けに持ち込んだ。外木場も第4戦でも先発として起用され、延長13回を投げきるがまたもや引き分けに終わった。
1976年、後楽園球場が人工芝となった記念でシーズン開幕前に12球団トーナメント戦が開催されることになり、気温に低い時期での登板は出来ず、首脳陣に登板回避を訴えるも受け入れられず、霧雨の中での投球を続けたところ、右肩の肩板を損傷した。その年は誤魔化しながらも、10勝を挙げる。
その後は、全国各地の病院を回るも、仮に手術しても打撃投手並みのボールしか投げられなくなると診断され、手術には踏み切らず、1979年オフ、当時西武ライオンズ監督で、広島時代の恩師であった根本より「やれるだけやれるって見ないか？」と誘いを受けるが、妻のカープで終わるのもいいんじゃないかという言葉を受け、現役引退した。
引退後は、1980年から1990年は同球団の二軍投手コーチを務めた。土井正三に請われ、1991年から1993年までオリックス・ブルーウェーブの二軍投手コーチ、1994年から1995年までカープアカデミーのコーチ、1996年から1999年は再び広島の二軍投手コーチを務めた。一度も一軍のコーチはせず、一貫して二軍のコーチを務めた。
2000年から2005年までは中国放送解説者を務め、2006年からは広島市のプロ育成野球専門学院で後進の指導に当たっていた。外木場はこの際、アマチュア野球を統括する日本野球連盟の規定により引退から25年経った2004年に自由契約の手続きを取ったために話題となった。
2013年にエキスパート部門表彰で野球殿堂入りした。
2015年～2023年まで、NHKラジオ第一「おはよう中国」（中国地方ローカル月曜～金曜 7:40～7:58）のプロ野球情報（不定期）のコーナー担当（電話出演）を務める。

## プレースタイル
外木場はオーバースローからの豪速球と縦に鋭く割れるカーブを武器とした。外木場の投げるカーブは、堀内恒夫などに見られるタイミングを外すカーブとは異なり、メジャーリーグにおいて "power curve" と呼ばれる、曲がりの鋭さで打者を翻弄するものであった。
高橋慶彦によると、外木場のカーブの切れは凄まじく、高田繁（巨人）が面食らって尻もちをついたことがあるという。

## 田淵幸一への頭部死球～耳あて付きヘルメットの義務化へ
1970年8月26日の対阪神戦（甲子園）で、外木場は当時2年目だった田淵幸一の左こめかみに死球を与え、田淵は耳から流血して救急車で病院に搬送された。このシーズン、外木場は田淵に12打数6安打4本塁打とカモにされていて、田淵を苦手にしている外木場からすれば、「胸元の厳しいところを突かなければ抑えられない」というプレッシャーがあった。この試合の最初の打席も、ヒジに死球を与えていた。なお、これ以降、外木場は田淵に対して内角高めを攻めきれなくなってしまったという。
この一件は球界に大きな衝撃を与え、これを機に耳あて付きのヘルメットが義務化となった。しかし、この措置に衣笠祥雄は、「耳あて付きのヘルメットをかぶると視界が遮られ、逆に頭部付近のボールから逃げられなくなる」と主張。機構側も衣笠の主張を一部認め、プロで一定年数を満たした選手に限り、耳あて無しのヘルメットの着用が許可されたという。王貞治も同様の理由で耳あて無しのヘルメットを着用していたとされる。

## 人物・エピソード
外木場は気性の強い選手であり、ノーヒットノーランを初めて達成した時のインタビューで「こういう記録を達成した人は意外と短命」との記者からの声に「何ならもう一度やりましょうか」と答え、後に二度も達成することになった。
外木場が完全試合を達成した日の試合は、後に広島で捕手として入団する達川光男が球場で観戦していた。

## 詳細情報

### 年度別投手成績
| 年 度      | 球 団      | 登 板 | 先 発 | 完 投 | 完 封 | 無 四 球 | 勝 利 | 敗 戦 | セ 丨 ブ | ホ 丨 ル ド | 勝 率 | 打 者 | 投 球 回 | 被 安 打 | 被 本 塁 打 | 与 四 球 | 敬 遠 | 与 死 球 | 奪 三 振 | 暴 投 | ボ 丨 ク | 失 点 | 自 責 点 | 防 御 率 | W H I P |
| ---------- | ---------- | ----- | ----- | ----- | ----- | -------- | ----- | ----- | -------- | ----------- | ----- | ----- | -------- | -------- | ----------- | -------- | ----- | -------- | -------- | ----- | -------- | ----- | -------- | -------- | ------- |
| 1965       | 広島       | 16    | 7     | 2     | 1     | 1        | 2     | 1     | --       | --          | .667  | 190   | 51.1     | 30       | 1           | 12       | 1     | 0        | 34       | 0     | 0        | 9     | 8        | 1.41     | 0.82    |
| 1966       | 広島       | 25    | 2     | 0     | 0     | 0        | 0     | 1     | --       | --          | .000  | 133   | 32.1     | 26       | 5           | 11       | 0     | 1        | 23       | 1     | 0        | 14    | 13       | 3.66     | 1.14    |
| 1967       | 広島       | 22    | 10    | 2     | 0     | 0        | 2     | 3     | --       | --          | .400  | 301   | 78.1     | 50       | 5           | 17       | 1     | 4        | 57       | 2     | 0        | 26    | 23       | 2.65     | 0.86    |
| 1968       | 広島       | 45    | 40    | 19    | 6     | 2        | 21    | 14    | --       | --          | .600  | 1169  | 302.1    | 198      | 22          | 83       | 6     | 6        | 260      | 2     | 0        | 78    | 65       | 1.94     | 0.93    |
| 1969       | 広島       | 43    | 39    | 15    | 1     | 1        | 11    | 20    | --       | --          | .355  | 1216  | 304.1    | 226      | 24          | 84       | 4     | 9        | 223      | 2     | 2        | 101   | 91       | 2.69     | 1.02    |
| 1970       | 広島       | 39    | 30    | 13    | 4     | 2        | 13    | 14    | --       | --          | .481  | 893   | 228.1    | 169      | 28          | 49       | 6     | 11       | 157      | 3     | 0        | 74    | 67       | 2.64     | 0.95    |
| 1971       | 広島       | 37    | 21    | 2     | 0     | 0        | 9     | 12    | --       | --          | .429  | 665   | 155.1    | 145      | 20          | 47       | 5     | 10       | 113      | 1     | 0        | 80    | 67       | 3.89     | 1.24    |
| 1972       | 広島       | 41    | 29    | 11    | 3     | 1        | 11    | 15    | --       | --          | .423  | 936   | 230.2    | 200      | 23          | 60       | 2     | 7        | 158      | 1     | 0        | 93    | 86       | 3.35     | 1.13    |
| 1973       | 広島       | 44    | 31    | 10    | 3     | 0        | 12    | 19    | --       | --          | .387  | 998   | 249.0    | 199      | 23          | 74       | 4     | 5        | 160      | 0     | 1        | 81    | 73       | 2.64     | 1.10    |
| 1974       | 広島       | 46    | 38    | 21    | 4     | 2        | 18    | 16    | 3        | --          | .529  | 1236  | 310.1    | 259      | 34          | 85       | 6     | 9        | 196      | 0     | 0        | 105   | 97       | 2.82     | 1.11    |
| 1975       | 広島       | 41    | 40    | 17    | 3     | 2        | 20    | 13    | 0        | --          | .606  | 1174  | 287.0    | 240      | 29          | 89       | 7     | 9        | 193      | 3     | 0        | 105   | 94       | 2.95     | 1.15    |
| 1976       | 広島       | 25    | 23    | 6     | 2     | 0        | 10    | 5     | 0        | --          | .667  | 607   | 144.1    | 136      | 19          | 52       | 1     | 2        | 86       | 3     | 0        | 71    | 63       | 3.94     | 1.30    |
| 1977       | 広島       | 6     | 5     | 0     | 0     | 0        | 1     | 2     | 0        | --          | .333  | 99    | 21.1     | 26       | 2           | 10       | 0     | 1        | 4        | 1     | 0        | 14    | 13       | 5.57     | 1.69    |
| 1978       | 広島       | 14    | 3     | 0     | 0     | 0        | 1     | 3     | 0        | --          | .250  | 110   | 23.1     | 22       | 4           | 18       | 1     | 2        | 14       | 1     | 0        | 17    | 15       | 5.87     | 1.71    |
| 1979       | 広島       | 1     | 0     | 0     | 0     | 0        | 0     | 0     | 0        | --          | ----  | 3     | 1.0      | 0        | 0           | 0        | 0     | 0        | 0        | 0     | 0        | 0     | 0        | 0.00     | 0.00    |
| 通算：15年 | 通算：15年 | 445   | 318   | 118   | 27    | 11       | 131   | 138   | 3        | --          | .487  | 9730  | 2419.1   | 1926     | 239         | 691      | 44    | 76       | 1678     | 20    | 3        | 868   | 775      | 2.88     | 1.08    |

- 各年度の太字はリーグ最高

### タイトル
- 最多勝利：1回 （1975年）
- 最優秀防御率：1回 （1968年）
- 最多奪三振：1回 （1975年） ※当時連盟表彰なし、セントラル・リーグでは、1991年より表彰

### 表彰
- 沢村栄治賞：1回 （1975年）
- ベストナイン：1回 （1975年）
- 最優秀投手：1回 （1975年）
- 日本シリーズ優秀選手賞：1回 （1975年）
- 月間MVP：1回 （1975年5月）
- 野球殿堂エキスパート部門（2013年）

### 記録
初記録
- 初登板：1965年4月21日、対読売ジャイアンツ2回戦（広島市民球場）、9回表に5番手で救援登板・完了、1回無失点
- 初奪三振：1965年9月5日、対読売ジャイアンツ21回戦（広島市民球場）、8回表に須藤豊から
- 初先発：1965年9月23日、対サンケイスワローズ26回戦（広島市民球場）、2回2/3を無失点
- 初勝利・初完投勝利・初完封勝利：1965年10月2日、対阪神タイガース20回戦（阪神甲子園球場）　※ノーヒットノーラン（後述参照）
- 初セーブ：1974年6月12日、対阪神タイガース10回戦（阪神甲子園球場）、9回裏に2番手で救援登板・完了、1回無失点
- 初本塁打：1968年7月10日、対読売ジャイアンツ13回戦（後楽園球場）、高橋明からソロ本塁打(通算2本塁打)

節目の記録
- 1000奪三振：1972年8月14日、対大洋ホエールズ19回戦（広島市民球場）、4回表にジョン・シピンから　※史上44人目
- 100勝：1975年4月5日、対ヤクルトスワローズ1回戦（明治神宮野球場）、9回1失点完投勝利　※史上63人目
- 1500奪三振：1975年8月8日、対阪神タイガース16回戦（西京極球場）、5回裏に遠井吾郎から　※史上21人目

その他の記録
- ノーヒットノーラン：3回　※史上33人目（3度の達成は史上2人目）
  - 1965年10月2日、対阪神タイガース20回戦（阪神甲子園球場）　※史上41度目
  - 1968年9月14日、対大洋ホエールズ18回戦（広島市民球場）　※史上49度目（史上10人目の完全試合）
  - 1972年4月29日、対読売ジャイアンツ2回戦（広島市民球場）　※史上57度目
- オールスターゲーム出場：6回 （1968年 - 1970年、1972年、1974年、1975年）

### 背番号
- 38 （1994年9月に入団直後の対阪神オープン戦のみ）[20]
- 14 （1965年 - 1979年）
- 73 （1980年 - 1993年）
- 80 （1996年 - 1999年）

## 関連情報

### 出演番組
- おはようちゅうごく（NHKラジオ第一放送。広島放送局制作中国地方ローカル）毎週木曜日スポーツ・健康情報のコーナー・プロ野球情報での電話生出演
- S☆1 BASEBALL - RCCテレビ及びTBS系列のプロ野球中継番組の現行タイトル（広島県域ローカル中継は下記ラジオ中継と同一タイトルで放送）。
- RCCカープナイター（デーゲームは『RCCカープデーゲーム中継』のタイトルで放送） - RCCラジオのプロ野球ナイター中継番組の現行タイトル。
- 外木場義郎のそれいけカープ（FMちゅーピー）金曜
- ひろしま深掘りライブ フロントドア（広島ホームテレビ） - コメンテーター
- みみよりライブ 5up!（広島ホームテレビ） - コメンテーター（北別府学の代役）